# ТЕС Ханом
9°14′9″ пн. ш. 99°51′34″ сх. д. / 9.23583° пн. ш. 99.85944° сх. д.
ТЕС Ханом (Khanom) – теплова електростанція у Таїланді. Відіграє важливу роль в забезпеченні південних провінцій, зокрема, курортного острова Пхукет.
Генерацію електроенергії у Ханом розпочали в 1981 році з використанням парової турбіни потужністю 75 МВт, яку розмістили на баржі. Спорудження цього об’єкту здійснила в Японії компанія Mitsui, після чого плавучу електростанцію привели на буксири до Сіамської затоки.
В 1990-му ввели в дію ще одну баржу з паровою турбіною потужністю 75 МВт, при цьому тепер судно виготовили у Південній Корії на верфі в Окпо, що належала Daewoo.
У середині 1990-х років на майданчику станції спорудили енергоефективний блок комбінованого парогазового циклу потужністю 650 МВт. Він мав чотири дві газові турбіни потужністю по 115 МВт, які через відповідну кількість котлів-утилізаторів живили одну парову турбіну з показником 230 МВт.
Станом на 2014 рік перша баржа вже була виведена з експлуатації, при цьому в 2019-му її перетворили на музей.
У 2016 році завершили реалізацію проекта, відомого як Блок 4 (Unit 4). Фактично в його межах спорудили два парогазові блоки потужністю по 488,5 МВт, в кожному з яких одна газова турбіна живить через котел-утилізатор одну парову турбіну. Поява Блока 4 дозволила вивести з експлуатації всі попередні генеруючі потужності майданчику ТЕС Ханом.
Первісно станція використовувала нафтопродукти, проте із початком надходження блакитного палива з офшорних родовищ по трубопроводу Ераван – Ханом була переведена на природний газ.
Видачу продукції першої баржі організували із напругою 115 кВ. Втім, ЛЕП проектувалась під напругу 230 кВ, на яку перейшли після введення в експлуатацію другої баржі.
Первісно ТЕС Ханом належала державній компанії EGAT, проте в 1990-х роках за приватизаційним планом була передана Electricity Generating Public Company Limited (EGCO). Станом на середину 2010-х найбільшими акціонерами останньої були вже згадана EGAT та TEPDIA Generating B.V. (створене на паритетних засадах спільне підприємство японських Tokyo Electric Power Company та Mitsubishi).